# Fangatau
Ne doit pas être confondu avec Fangataufa.
Fangatau ou Marupua est un atoll situé dans l'archipel des Tuamotu en Polynésie française.

## Géographie

### Situation
Relativement isolé, Fangatau est situé à 73 km à l'ouest de Fakahina, l'atoll le plus proche, à 150 km à l'est de Raroia et à 902 km au nord-est de Tahiti. C'est un atoll de forme ovale de 8 km de longueur et 3,5 km de largeur maximales pour une circonférence d'environ 17 km et une superficie de terres émergées de 6 km2. Son lagon d'une superficie de 11 km2 est dépourvu de passe de communication avec l'océan ; cependant l'atoll possède un accès artificiel à l'océan avec un bassin creusé dans le platier.

### Géologie
D'un point de vue géologique, l'atoll est l'excroissance corallienne (de 60 mètres) du sommet d'un très petit mont volcanique sous-marin homonyme, qui mesure 1 650 mètres depuis le plancher océanique, formé il y a environ 44,3 à 45,1 millions d'années.

### Démographie
Le principal village Teana (de te ana qui signifie « la grotte »), situé à l'ouest de l'atoll, est le chef-lieu de la commune de Fangatau.
En 2017, la population totale de Fangatau est de 135 personnes, principalement regroupées dans le village de Teana ; son évolution est la suivante :
| 165                                                     | 161 | 150 | 131 | 121 | 145 | 135 |
| Sources ISPF et Gouvernement de la Polynésie française. |     |     |     |     |     |     |

## Histoire

### Découverte par les Européens
L'atoll est mentionné pour la première fois par un Européen par l'explorateur russe Fabian Gottlieb von Bellingshausen qui l'aborde le 10 juillet 1820 et le nomme Arakcheev,. Il est également visité le 2 mars 1824 par son compatriote Otto von Kotzebue.

### Époque contemporaine
Vers 1850, Fangatau devient un territoire français. L'île est évangélisée à partir de 1862 et la fondation de la paroisse Sainte-Dominique. Au XXe siècle, le principal village Teana compte quelques maisons – dont certaines en bois datent des années 1920, telle que la maison Estall – ainsi qu'une mairie rénovée à la fin de l'année 2007, une grotte dédiée à la vierge Marie et l'église Saint-Dominique bâtie en 1872 et rattachée au diocèse de Papeete.

## Économie
En plus de l'exploitation historique de la cocoteraie pour la coprah, l'aquaculture du bénitier Tridacna maxima (koeha en paumotu), initiée en 2001, qui est fortement présent dans le lagon (particulièrement adapté à l'élevage des nassains – tout comme celui de Tatakoto, associé au projet), est pratiquée à des fins de consommation de la chair en Polynésie et d'exportation pour l'aquariophilie européenne et asiatique avec la délivrance en 2010 des concessions d'exploitation. Cette dernière activité, gérée par le Service de la pêche (SPE), est de plus en plus importante et rémunératrice pour les habitants de l'atoll.
En 1978, un petit aérodrome (code NTGB/FGU) possédant une piste de 1 200 mètres de longueur est inauguré au nord-ouest de l'atoll. Il accueille, en moyenne, environ 150 vols et 1 500 passagers par an, dont 30% en transit.
Depuis décembre 2007, l'eau est distribuée au robinet mais est non potable.